# Manuel (eunuco)
Manuel foi oficial bizantino do século VII, ativo no reinado do imperador Heráclio (r. 610–641) (r. 641–668). Eunuco e armênio, liderou a tentativa bizantina de recapturar o Egito em 645/646. Retomou Alexandria, mas ela foi subsequentemente capturada pelos árabes sob Anre e Manuel morreu no combate.